# Wolfgang Rüddenklau
Wolfgang Rüddenklau (né le 1er mai 1953 à Erfurt) est un journaliste anarcho-libertaire allemand, militant du Mouvement écologiste indépendant en RDA.

## Biographie
Ce fils d'un pasteur refuse de faire son service dans la Nationale Volksarmee et étudie la théologie à Berlin. Après ses études, il est formé comme éducateur auprès des enfants et des adolescents par son église, mais est renvoyé et enchaîne de petits boulots comme veilleur de nuit, concierge ou fossoyeur.
Au début des années 1970, il est surveillé par la Stasi. En 1975, il demande une autorisation d'aller en République Fédérale qui lui est refusée.
En 1983, il cofonde "Friedens- und Umweltkreises" au sein de la paroisse de Berlin-Lichtenberg. En 1985, le mouvement fonde une bibliothèque sur l'environnement. À côté de Rüddenklau, on retrouve Christian Halbrock, Christine Müller, Barbara et Oliver Kämper, Christian Siegert, Rainer Gremmler et Petra Thüns. En 1984, il est arrêté à Berlin et envoyé à Rüdersdorf. Au printemps 1986, le mouvement s'installe dans les locaux de la paroisse de Berlin-Mitte et y devient le centre d'information et de communication le plus pertinent de l'opposition en RDA.
Rüddenklau, qui fonde entre-temps un mouvement d'homosexuels, relance l'activité de la bibliothèque à sa sortie et créé la revue Umweltblätter qui devient telegraph. En novembre 1987, il est arrêté pour diffusion de publications interdites et envoyé à la prison de Hohenschönhausen. Sa poursuite pour "constitution de groupe contre l'État" entraîne des protestations fortes et ouvertes en RDA. Rüddenklau est relâché au bout de trois jours. En 1988, il participe aux manifestations contre l'exclusion pour des raisons politiques d'étudiants du Carl-von-Ossietzky-Gymnasium. Un an plus tard, il proteste, avec d'autres militants des droits civiques, contre la falsification du résultat des élections. En septembre 1990, il organise des veillées pour ouvrir les archives de la Stasi.
Après la dissolution de la RDA, il s'implique dans la création du mémorial de Berlin-Hohenschönhausen et publie une enquête historique de la résistance et de la répression en RDA. En 1999, il publie avec Bernd Gehrke une anthologie des groupes d'opposition à la RDA.

## Œuvre
- Wolfgang Rüddenklau (1992): Störenfried. Verlag BasisDruck.
- Wolfgang Rüddenklau / Bernd Gehrke (1999): Das war doch nicht unsere Alternative.  (ISBN 3-89691-466-9)
- Wolfgang Rüddenklau (1995): „Nur krank darfst Du nicht werden!“
- Wolfgang Rüddenklau u.a. (1989): Wahlfall. Samisdatpublikation.

## Source, notes et références
- (de) Cet article est partiellement ou en totalité issu de l’article de Wikipédia en allemand intitulé « Wolfgang Rüddenklau » (voir la liste des auteurs).